# Associação de Crédito e Assistência Rural do Estado de Santa Catarina

## Descrição
A  ACARESC - Associação de Crédito e Assistência Rural do Estado de Santa Catarina , hoje extinta, foi durante 35 anos o órgão oficial de extensão rural do Estado de Santa Catarina, sendo posteriormente suscedida pela EPAGRI . Estava vinculada à Secretaria de Estado da Agricultura do Estado de Santa Catarina e tinha sua sede administrativa nas margens da Rodovia Admar Gonzaga, na cidade de Florianópolis.
Foi criada em 1956,  e estava presente na maior parte dos municípios Catarinenses, respondendo pela Extensão Rural, tendo como meta principal a promoção do Desenvolvimento Rural. Os primeiros escritórios locais foram criados em municípios no Vale do Rio do Peixe e no Vale do Itajaí, levando-se em conta as boas oportunidades de desenvolvimento do trabalho extensionista. Posteriormente foram sendo criados escritórios em outros municípios até atingir integralmente todo o território catarinense. O slogan usado pelo órgão público era "A Serviço da família Rural catarinense"..

## Estratégia de Ação

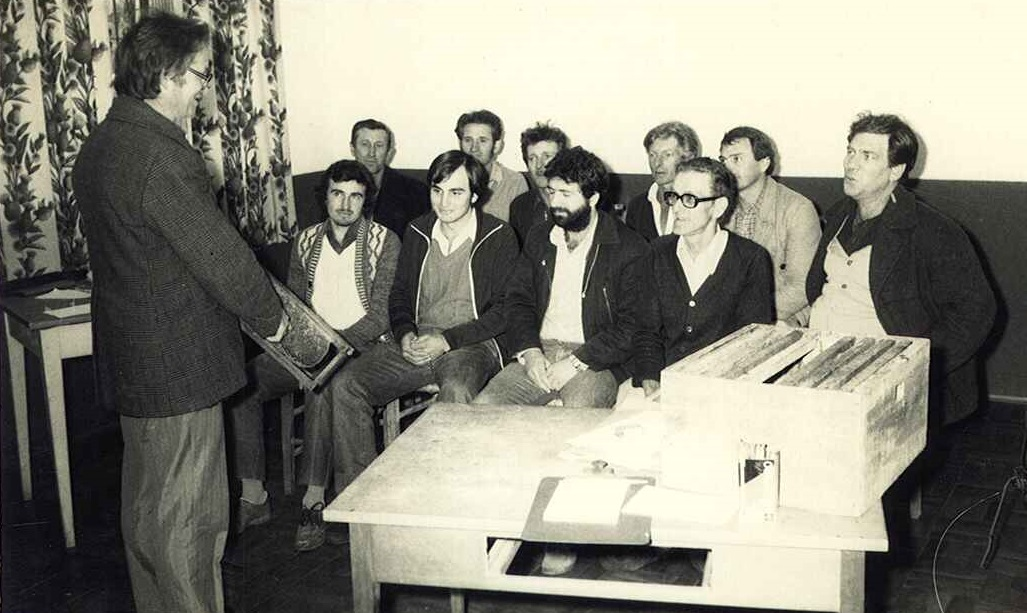
Capacitação em Apicultura feita por técnicos da ACARESC

A estratégia de ação consistia num conjunto de disposições que eram sistematicamente adotadas para que os resultados finais da execução dos serviços de extensão rural fossem realmente positivos para a instituição, para os produtores rurais e para a sociedade em geral. Desta forma, o órgão governamental teve presença marcante na difusão das primeiras tecnologias agrícolas modernas no Estado Catarinense, destacando-se entre estas ações a implementação da suinocultura, uso dos primeiros milhos híbridos, conservação do solo e água, saneamento rural, Juventude Rural, destacando-se a organização dos Clubes 4-S, crianças rurais, entre outras.
Nos primeiros anos da extensão, o objetivo foi mais produtivista, trabalhando num contexto de época que se adequava às necessidades dos agricultores. As ações da extensão rural neste período provocaram profundas mudanças no contexto rural do Estado de Santa Catarina, levando o estado a ser hoje o maior produtor de carne de frango e suína do Brasil, o 4º produtor nacional de alho, 1º produtor brasileiro de cebola, 2º produtor de Arroz e o 1º produtor de maçã .